# 王新海
王新海（1958年1月—），江苏连云港人。中国人民解放军少将。

## 生平
1974年1月参加工作，1976年12月参军，1978年8月加入中国共产党。中共中央党校大学本科学历。曾任舟嵊要塞区炮兵团政治处组织股干事；舟嵊要塞区政治部组织处干事；舟嵊守备区守备五旅政治部组织科科长；南京军区政治部组织部组织处干事；南京军区司令部办公室第一秘书处秘书；南京军区政治部干部部科技干部处副处长、处长，任免处处长；南京军区政治部干部部副部长；73156部队代理政治委员；南京军区政治部干部部部长；装甲二师（73081部队）代理政治委员；陆军第十二集团军（73061部队）政治部主任；陆军第一集团军（73011部队）政治部主任；陆军第一集团军（73011部队）副政治委员。2012年6月任浙江省军区政治委员、党委书记、中共浙江省委常委。